# في أرض الدم والعسل (فلم)
في أرض الدم والعسل هو فيلم أمريكي درامي رومانسي. الفيلم من تأليف وإخراج أنجيلينا جولي وبطولة ماريانوفيتش زانا، وجوران كوستي، وسيربيدزيا رادي. الفيلم هو أول تجربة إخراج لأنجيلينا جولي وتدور أحداثه حول حرب البوسنة. تم افتتاحه في الولايات المتحدة في 23 ديسمبر 2011 في إطلاق مسرحي محدود.

## أحداث الفيلم
تدور أحداث الفيلم في سراييفو على خلفية من الحرب البوسنية التي شنتها صربيا على البوسنة والهرسك، والتي عاني بسببها الشعب البوسني ومزقت منطقة البلقان بعيدا في 1990s. يلخص الفيلم هذه المعاناة بتسليطه الضوء على امرأة بوسنية شابة، تقع في غرام جندي صربي مما يضعهم في أزمة حقيقة، نظراً للوضع الذي ولدت من خلاله علاقتهم وتأثيرات هذه الحرب عليهم.

## جوائز
- جائزة نقابة المنتجين الأمريكين، وتمنح هذه الجائزة للأفلام أو الأفراد "الذين يسلطون الضوء على القضايا الاجتماعية المثيرة بأسلوب سهل ومتميز.
- جائزة الفيلم الأفضل قيمة للعام من مهرجان سينما من أجل السلام 2012 [2]

## روابط خارجية
- مقالات تستعمل روابط فنية بلا صلة مع ويكي بيانات